# Igreja da Islândia

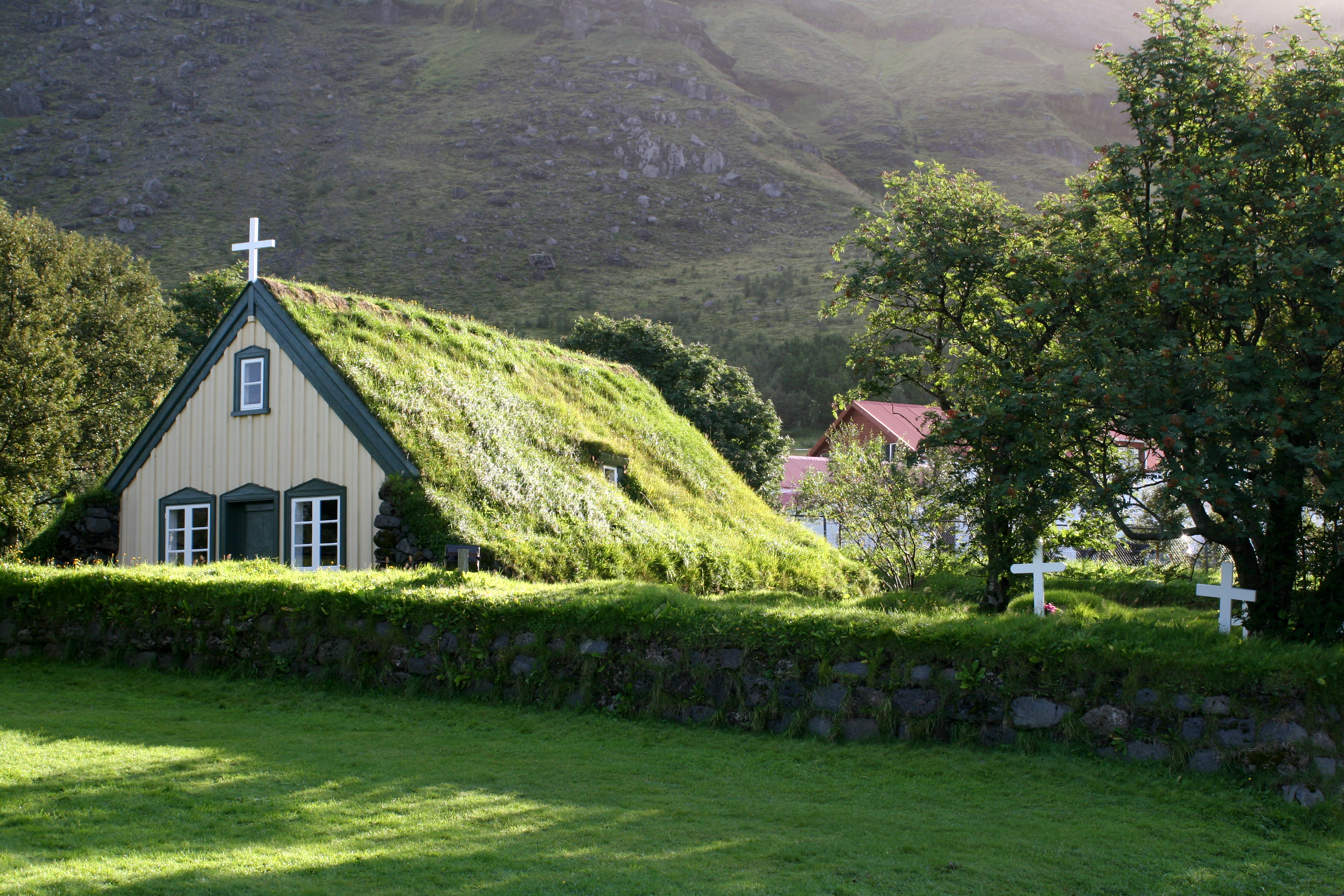
Pequena paróquia em Hof, Austurland.

A Igreja Nacional da Islândia (em islandês: Þjóðkirkjan), formalmente chamada Igreja Evangélica Luterana da Islândia (em islandês: Hin evangeliska lúterska kirkja) é a igreja nacional islandesa. Como as outras igrejas estabelecidas nos países nórdicos, a Igreja Nacional da Islândia professa o ramo luterano do cristianismo. O primaz dessa igreja é o Bispo da Islândia, posição hoje ocupada pela Reverendíssima Agnes M. Sigurðardóttir, a primeira mulher a ocupar esta posição.
A Igreja Nacional da Islândia é parte da Comunhão de Porvoo desde 1995. A Igreja tem experimentado queda no número de membros, tanto absolutos quanto proporcionais. Enquanto em 1995 244.893 islandeses (89,91% da população) era parte dela, de acordo com dados de 2019 apenas 232.591 (65,15%) o são.